# Estheria magna
Estheria magna är en tvåvingeart som först beskrevs av Baranov 1935.  Estheria magna ingår i släktet Estheria och familjen parasitflugor. Inga underarter finns listade i Catalogue of Life.